# 존스타운 치프스
| 존스타운 치프스 | |
| 콘퍼런스        | 북부 콘퍼런스 (1997년~2003년) 동부 콘퍼런스 (2003년~2004년) 내셔널 콘퍼런스 (2004년~2005년) 아메리칸 콘퍼런스 (2005년~2010년)                          |
| 디비전          | 이스트 디비전 (1990년~1991년) (2009년~2010년) 노스 디비전 (1993년~1997년) (2004년~2009년) 노스이스트 디비전 (1997년~2003년 노던 디비전 (2003년~2004년) |
| 설립연도        | 1987년 1988년(ECHL 가입) |
| 해체연도        | 2010년 |
| 역사            | 존스타운 치프스 (1987년~2010년) 그린빌 로드 워리어스 (2010년~2015년) 그린빌 스웜프 래비츠 (2015년~현재)                                                |
| 경기장          | 모빌 시빅 센터 |
| 연고지          | 펜실베이니아주 존스타운 |
| 상징색          | 검정, 금, 하양 |
| 구단주          | |
| 단장            | |
| 감독            | |
| NHL 제휴        | |
| AHL 제휴        | |
| 정규시즌 우승   | |
| 콘퍼런스 우승   | |
| 디비전 우승     | |
| 켈리 컵         | |
| 영구 결번       | 7, 8, 9, 11 |

존스타운 치프스(Johnstown Chiefs)는 미국 펜실베이니아주 존스타운을 연고지로 하는 1988년부터 2010년까지 ECHL 소속되었던 아이스 하키팀이다.
2010년 연고지를 사우스캐롤라이나주 그린빌 (그린빌 로드 워리어스)로 이전했다.

## 역대 홈경기장
| 경기장                             | 사용기간      | 수용인원 | 장소                    | 비고 |
| ---------------------------------- | ------------- | -------- | ----------------------- | ---- |
| 존스타운 치프스                    |               |          |                         |      |
| 캠브리아 카운티 워 메모리얼 아레나 | 1987년~2010년 | 4,001명  | 펜실베이니아주 존스타운 | 빈칸 |